# 셜리 나이트
셜리 나이트(Shirley Knight, 1936년 7월 5일 ~ 2020년 4월 22일)는 미국의 배우이다.

## 출연 작품
- 빗 속의 연인
- 이보다 더 좋을 순 없다